# My Darkest Days
My Darkest Days – kanadyjski zespół rockowy założony w Peterborough, składający się z wokalisty Matta Walsta, basisty Brendana McMillana, perkusisty Douga Olivera, i keyboardzisty Reida Henry'ego. Zostali odkryci przez Chada Kroegera z Nickelback, który podpisał z nimi kontrakt, reprezentując własną wytwórnię 604 Records.

## Muzycy
Obecny skład zespołu
- Matt Walst – wokal, gitara rytmiczna (2005–)
- Brendan McMillan – gitara basowa, drugi wokal (2005–)
- Doug Oliver – perkusja, instrumenty perkusyjne (2005–)
- Reid Henry – keyboard, wokal, gitara rytmiczna (2010–)

Byli członkowie zespołu
- Chris McMillan – gitara prowadząca, wokal (2005–2007)
- Paulo Neta – gitara prowadząca, wokal (2008-2009)
- Sal Coz Costa – gitara prowadząca, wokal (2009–2013)

## Dyskografia
Albumy studyjne
| My Darkest Days             | - Data: 21 września 2010 - Wydawca: 604 Records | 38 | 11 |
| Sick and Twisted Affair     | - Data: 26 marca 2012 - Wydawca: 604 Records    | 29 | 29 |
| "—" album nie był notowany. |                                                 |    |    |

Single
| "Porn Star Dancing" (featuring Chad Kroeger, Zakk Wylde) | 2010 | 90 | 40 | - CAN: platynowa płyta - USA: złota płyta | My Darkest Days         |
| "Move Your Body"                                         | 2011 | —  | —  |                                           | My Darkest Days         |
| "Every Lie"                                              | 2011 | —  | —  |                                           | My Darkest Days         |
| "Casual Sex"                                             | 2012 | —  | —  |                                           | Sick and Twisted Affair |
| "Sick and Twisted Affair"                                | 2012 | —  | —  |                                           | Sick and Twisted Affair |
| "—" singel nie był notowany.                             |      |    |    |                                           |                         |

## Teledyski
| Tytuł                                                                    | Rok  | Reżyseria             | Album                   | Źródło |
| ------------------------------------------------------------------------ | ---- | --------------------- | ----------------------- | ------ |
| "Porn Star Dancing" (My Darkest Days featuring Chad Kroeger, Zakk Wylde) | 2010 | Brendon Kyle Cochrane | My Darkest Days         | [ 6 ]  |
| "Casual Sex"                                                             | 2012 | Travis Kopach         | Sick and Twisted Affair | [ 7 ]  |